# Chiesa di Santo Stefano Protomartire (Crodo)
La chiesa di Santo Stefano Protomartire, o anche solo chiesa di Santo Stefano, è la parrocchiale di Crodo, in provincia del Verbano-Cusio-Ossola e diocesi di Novara; fa parte dell'unità pastorale di Domodossola.

## Storia
In origine Crodo dipendeva dalla matrice di Domo, dalla quale si affrancò entro il 1150 venendo eretta a pieve autonoma; l'originaria chiesa romanica era stata costruita nell'XI secolo.
Nel Cinquecento il campanile fu rimaneggiato con l'aggiunta della guglia e la pieve venne modificata con l'apertura delle porte laterali in facciata e l'ampliamento dell'abside.
La struttura venne ingrandita nel 1616 una prima volta e poi nuovamente nel 1777.
Nel 1980, in ossequio alle norme postconciliari, la chiesa fu dotata dell'ambone e dell'altare rivolto verso l'assemblea.

## Descrizione

### Esterno
La facciata a salienti della chiesa, rivolta a ponente e in parte in pietra e in parte intonacata, è suddivisa verticalmente in parti: il corpo centrale, coronato dal timpano triangolare, presenta il portale maggiore, protetto dal protiro che è sorretto da colonnine, mentre le due ali laterali sono caratterizzate dagli ingressi secondari e da oculi.
Annesso alla parrocchiale è il campanile in pietra a base quadrata, la cui cella presenta su ogni lato una monofora a tutto sesto ed è coronata dalla guglia.

### Interno
L'interno dell'edificio si compone di tre navate, separate da arcate a tutto sesto rette da basse colonne in pietra con capitelli a dado scantonato; in continuità con questi ultimi, le pareti superiori della navata centrale sono scandite da lesene corinzie a sostegno del cornicione perimetrale, su cui si imposta la volta a botte lunettata. La controfacciata accoglie sul portale d'ingresso la cantoria aggiunta nel 1779, contenente l'organo del 1853, con cassa intagliata da Carlo De Petrini nel 1856; all'opposto, il presbiterio, preceduto da una balaustra marmorea del 1779, è coperto da una volta a vela.
Qui sono conservate diverse opere di pregio, tra cui il fonte battesimale in marmo di Crevola scolpito nel 1566, gli affreschi delle navate e del presbiterio eseguiti nel 1848 da Paolo Raineri, il coro ligneo realizzato nella prima metà del Settecento e l'armadio della sagrestia intagliato nel 1648 da Giorgio de Bernardis, nonché gli altari, le statue, i dipinti e le ancone delle cappelle laterali, risalenti al XVIII e XIX secolo.